# Gauliga Elbe/Bode
Die Gauliga Elbe/Bode (auch Gauliga Eine/Bode) war eine der obersten Fußballligen des Verbandes Mitteldeutscher Ballspiel-Vereine (VMBV). Sie wurde 1923 ins Leben gerufen und bestand bis 1928. Der Sieger qualifizierte sich für die Endrunde der mitteldeutschen Fußballmeisterschaft.

## Überblick
Die Gauliga Elbe/Bode wurde 1923 im Zuge einer Spielklassenreform (die sieben erstklassigen Kreisligen wurden aufgelöst und die zahlreichen Gauligen traten wieder an erster Stelle) des VMBV gegründet. Sie begann mit sieben teilnehmenden Mannschaften und wurde in der zweiten Spielzeit auf acht Teilnehmer erhöht. Nach drei Spielzeiten wurde die Liga mit sechs Vereinen ausgespielt. 1928 wurde die Gauliga Elbe/Bode aufgelöst, die zu diesem Zeitpunkt erstklassigen Vereine wurden in die Gauligen Anhalt, Harz, Kyffhäuser und Mittelelbe eingeordnet.
Die Gauliga Elbe/Bode wurde vom SV 09 Staßfurt und vom SV Viktoria Güsten dominiert, die sich die Gaumeisterschaften unter sich ausmachten.

## Einordnung
Die übermäßige Anzahl an erstklassigen Gauligen innerhalb des VMBVs hatte eine Verwässerung des Spielniveaus verursacht, es gab teilweise zweistellige Ergebnisse in den mitteldeutschen Fußballendrunden. Die Vereine aus der Gauliga Elbe/Bode gehörten zu den spielschwächsten Vereinen im Verband. Nur 1924/25 konnte die erste Runde in der mitteldeutschen Fußballendrunde überstanden werden, und das auch nur durch eine Verbandsentscheidung. In den restlichen Endrunden scheiterte ein etwaiger Vertreter aus dieser Liga stets in der ersten Runde; 1926/27 verlor Viktoria Güsten gegen die SpVgg 1907 Meerane gar zweistellig (0:10).
Nach der Auflösung der Gauliga Elbe/Bode konnten die Vereine in den Gauligen, in denen sie eingeordnet wurden, keine Gaumeisterschaften mehr erringen.

## Meister der Gauliga Elbe/Bode 1928–1933
| Jahr    | Gaumeister Elbe/Bode | Abschneiden mitteldt. Meisterschaft a | Mitteldeutscher Meister     |
| ------- | -------------------- | ------------------------------------- | --------------------------- |
| 1923/24 | SV 09 Staßfurt       | 1. Runde (1)                          | SpVgg 1899 Leipzig-Lindenau |
| 1924/25 | SV 09 Staßfurt       | 2. Runde (2)                          | VfB Leipzig                 |
| 1925/26 | SV 09 Staßfurt       | 1. Runde (1)                          | Dresdner SC                 |
| 1926/27 | SV Viktoria Güsten   | 1. Vorrunde (1)                       | VfB Leipzig                 |
| 1927/28 | SV Viktoria Güsten   | 1. Vorrunde (1)                       | FC Wacker Halle             |

## Rekordmeister
Rekordmeister der Gauliga Anhalt ist der SV 09 Staßfurt, der den Titel drei Mal gewinnen konnten. 
|  | Verein             | Titel | Jahr                      |
|  | ------------------ | ----- | ------------------------- |
|  | SV 09 Staßfurt     | 3     | 1923/24, 1924/25, 1925/26 |
|  | SV Viktoria Güsten | 2     | 1926/27, 1927/28          |

## Ewige Tabelle
Berücksichtigt sind alle überlieferten Spielzeiten der erstklassigen Gauliga Eichsfeld von 1923 bis 1928. Die vollständige Abschlusstabelle der Meisterschaft 1923/24 ist nicht überliefert, daher ist für diese Spielzeit nur die Teilnahme berücksichtigt. In der Spielzeit 1924/25 wurde ein Spiel als Niederlage für beide Vereine gewertet, daher gibt es mehr Gegenpunkte als erreichte Punkte.
| Pl. | Verein                    | Jahre | Sp. | S  | U | N  | T+  | T-  | Diff. | Punkte | Ø-Pkt. | Titel | Spielzeiten        |
| --- | ------------------------- | ----- | --- | -- | - | -- | --- | --- | ----- | ------ | ------ | ----- | ------------------ |
| 1.  | SV 09 Staßfurt            | 5     | 46  | 38 | 1 | 7  | 212 | 60  | +152  | 77:15  | 1,67   | 3     | 1923–1928          |
| 2.  | SV Viktoria Güsten        | 4     | 46  | 31 | 4 | 11 | 150 | 81  | +69   | 66:26  | 1,43   | 2     | 1924–1928          |
| 3.  | FC Askania Aschersleben   | 5     | 46  | 24 | 9 | 13 | 115 | 101 | +14   | 57:35  | 1,24   | 0     | 1923–1928          |
| 4.  | SV Teutonia Aschersleben  | 5     | 46  | 18 | 6 | 22 | 109 | 99  | +10   | 42:50  | 0,91   | 0     | 1923–1928          |
| 5.  | VfB Staßfurt              | 5     | 45  | 14 | 7 | 24 | 73  | 143 | −70   | 35:55  | 0,78   | 0     | 1923–1928          |
| 6.  | FC Preußen 1906 Hettstedt | 4     | 32  | 6  | 1 | 25 | 44  | 140 | −96   | 13:51  | 0,41   | 0     | 1923/24, 1925–1928 |
| 7.  | VfB Anhalt Frose b        | 3     | 14  | 4  | 2 | 8  | 23  | 38  | −15   | 10:18  | 0,71   | 0     | 1923–1926          |
| 8.  | FV Eintracht Güsten       | 2     | 25  | 3  | 2 | 20 | 17  | 61  | −44   | 8:42   | 0,32   | 0     | 1924–1926          |
| 9.  | SpVgg 1908 Aschersleben   | 2     | 14  | 1  | 2 | 11 | 15  | 35  | −20   | 4:24   | 0,29   | 0     | 1923–1925          |